# Aidoia
Aidoia là một chi bọ cánh cứng trong họ Chrysomelidae.
Chi này được Spaeth in Hincks miêu tả khoa học năm 1952.

## Các loài
Chi này gồm các loài:
- Aidoia nubilosa (Boheman, 1855)